# Островіте (гміна Хойніце)
Островіте (пол. Ostrowite) — село в Польщі, у гміні Хойниці Хойницького повіту Поморського воєводства.
Населення — 849 осіб (2011).

## Демографія
Демографічна структура станом на 31 березня 2011 року:
|          | Загалом | Допрацездатний вік | Працездатний вік | Постпрацездатний вік |
| -------- | ------- | ------------------ | ---------------- | -------------------- |
| Чоловіки | 428     | 96                 | 297              | 35                   |
| Жінки    | 421     | 98                 | 247              | 76                   |
| Разом    | 849     | 194                | 544              | 111                  |